# Элджин (тауншип, Миннесота)
Элджин (англ. Elgin) — тауншип в округе Уабаша, Миннесота, США. На 2000 год его население составило 787 человек.

## География
По данным Бюро переписи населения США площадь тауншипа составляет 90,6 км², из которых 90,6 км² занимает суша, водоёмов нет.

## Демография
По данным переписи населения 2000 года здесь находились 787 человек, 260 домохозяйств и 221 семья.  Плотность населения —  8,7 чел./км².  На территории тауншипа расположено 268 построек со средней плотностью 3,0 построек на один квадратный километр. Расовый состав населения: 99,11 % белых, 0,13 % коренных американцев, 0,25 % азиатов, 0,25 % — других рас США и 0,25 % приходится на две или более других рас. Испанцы или латиноамериканцы любой расы составляли 0,64 % от популяции тауншипа.
Из 260 домохозяйств в 44,2 % воспитывались дети до 18 лет, в 78,5 % проживали супружеские пары, в 3,8 % проживали незамужние женщины и в 15,0 % домохозяйств проживали несемейные люди. 12,7 % домохозяйств состояли из одного человека, при том 3,8 % из — одиноких пожилых людей старше 65 лет. Средний размер домохозяйства — 3,03, а семьи — 3,33 человека.
30,9 % населения — младше 18 лет, 7,2 % — в возрасте от 18 до 24 лет, 28,1 % — от 25 до 44, 25,4 % — от 45 до 64, и 8,4 % — старше 65 лет. Средний возраст — 36 лет. На каждые 100 женщин приходилось 109,9 мужчин.  На каждые 100 женщин старше 18 приходилось 104,5 мужчин.
Средний годовой доход домохозяйства составлял 55 833 доллара, а средний годовой доход семьи —  58 000 долларов. Средний доход мужчин —  35 227  долларов, в то время как у женщин — 28 333. Доход на душу населения составил 19 928 долларов. За чертой бедности не находилась ни одна семья и 0,6 % всего населения тауншипа, из которых 4,9 % старше 65 лет.